# Como Dios manda
Como Dios manda és una pel·lícula de comèdia espanyola del 2023 dirigida per Paz Jiménez a partir d'un guió de Marta Sánchez protagonitzada per Leo Harlem al costat de María Morales, Daniel Pérez Prada i Stéphanie Magnin.

## Parcel · la
La trama segueix l'Andrés Cuadrado, un "home d'ordre" mitjanament racista, masclista i LGTBI-fòbic, rellevat del seu lloc de treball com a funcionari del Ministeri d'Hisenda per un del Ministeri d'Igualtat com a càstig pel seu comportament intolerant. D'aquesta manera, es trobar en un entorn laboral més divers sota la nova cap, la Lourdes, i en un procés de reeducació en valors.

## Repartiment
- Leo Harlem com a Andrés Cuadrado[3]
- María Morales com a Lourdes[3]
- Daniel Pérez Prada com a Martín[3]
- Stéphanie Magnin com a Ana[3]
- Maribel Salas[3] com a Nati
- Julián Villagrán com a Víctor[3]
- Mariola Fuentes[4]
- Santiago Ugalde[3]
- Pepín Tre[3]

## Producció
La pel·lícula és una producció d'Atresmedia Cine, Áralan Films i Como Dios manda la película AIE. Els llocs de rodatge inclouen Sevilla i Màlaga.

## Estrema
La pel·lícula es va presentar el 18 de març de 2013 al 26è Festival de Cinema de Màlaga, on es va projectar fora de competició com a cloenda del festival. Distribuït per Warner Bros. Pictures España, es va estrenar en cinemes d'Espanya el 2 de juny de 2023.

## Recepció
Javier Ocaña de Cinemanía va valorar la pel·lícula amb dues estrelles i mitja, i va considerar que, si bé arrossega al principi una "rància posada en escena", una "direcció més dinàmica, i pujada pel bon rotllo i el (previsible) arc de redempció", deixa un somriure [a la cara] en l'últim tram.
Manuel J. Lombardo de Diario de Sevilla va valorar la pel·lícula amb 2 estrelles sobre 5, i va assegurar que "sàtira sociològica es desinfla i s'encoixina en pro de les bones intencions, la moralitat benpensant i el discurs familiar".
Ekaitz Ortega de HobbyConsolas va valorar la pel·lícula amb 42 punts ("dolents"), i va concloure que és "una pel·lque busca aprendre i riure's de diferents perspectives de la societat, del tradicional al més progressista", però que segueix sent un ventall d'estereotips.